# Darázsdói-patak
A Darázsdói-patak a Cserhátban ered, Nógrádsipek településtől nyugatra, Nógrád vármegyében, mintegy 230 méteres tengerszint feletti magasságban. A patak forrásától kezdve északi irányban halad, majd Szécsénynél éri el a Szentlélek-patakot.

## Part menti települések
- Nógrádsipek
- Varsány
- Rimóc
- Szécsény